# Anepsion buchi
Anepsion buchi là một loài nhện trong họ Araneidae.
Loài này thuộc chi Anepsion. Anepsion buchi được Pater Chrysanthus miêu tả năm 1969.